# Лазиська (Ліпський повіт)
Лазиська (пол. Łaziska) — село в Польщі, у гміні Цепелюв Ліпського повіту Мазовецького воєводства.
Населення — 448 осіб (2011).
У 1975-1998 роках село належало до Радомського воєводства.

## Демографія
Демографічна структура станом на 31 березня 2011 року:
|          | Загалом | Допрацездатний вік | Працездатний вік | Постпрацездатний вік |
| -------- | ------- | ------------------ | ---------------- | -------------------- |
| Чоловіки | 234     | 49                 | 159              | 26                   |
| Жінки    | 214     | 47                 | 122              | 45                   |
| Разом    | 448     | 96                 | 281              | 71                   |